# Astroceras calix
Astroceras calix är en ormstjärneart som beskrevs av Murakami 1944. Astroceras calix ingår i släktet Astroceras och familjen Euryalidae. Inga underarter finns listade i Catalogue of Life.